# Kateryna Lasarenko
Kateryna Lasarenko (ukrainisch Катерина Лазаренко, eng. Kateryna Lazarenko, * 7. November 2004) ist eine ukrainische Tennisspielerin.

## Karriere
Lasarenko begann im Alter von fünf Jahren mit dem Tennisspielen und spielt bislang überwiegend Turniere auf der ITF Women’s World Tennis Tour, wo sie aber bisher noch keinen Titel gewinnen konnte.
2018 nahm sie am Les Petits As teil.
2019 gewann sie als 14-Jährige Ende Juni den Titel in Villeneuve-lès-Avignon auf der ITF Junior Tour. Außerdem gewann sie an der Seite ihrer Partnerin Victoria Matasova den Doppeltitel bim J4 in Kairo.
2020 gewann sie den Einzeltitel beim J4 in Kairo sowie an der Seite von Hanna Tsitavets den Doppeltitel beim J5 in Chornomorsk.
2021 gewann sie den Einzeltitel beim J3 Irpin und beim J4 Rivne sowie mit Anita Sahdijewa den Doppeltitel biem J4 Rivne.
2023 qualifizierte sie sich im Juli für das Hauptfeld im Dameneinzel der mit 60.000 US-Dollar dotierten Liepāja Open, wo sie dann aber bereits in der ersten Runde gegen Maileen Nuudi mit 2:6 und 0:6 verlor. Im November stand sie im Einzelfinale des W15 in Scharm asch-Schaich, das sie verletzungsbedingt nicht antreten konnte und kampflos gegen Briana Szabó verlor.
2025 erreichte sie Ende März zusammen mit Partnerin Daria Górska das Doppelfinale des ITF W15 in Scharm asch-Schaich, das die beiden mit 6:2, 3:6 un [6:10] gegen Karola Patricia Bejenaru und Arina Gabriela Vasilescu verloren.